# Повінь

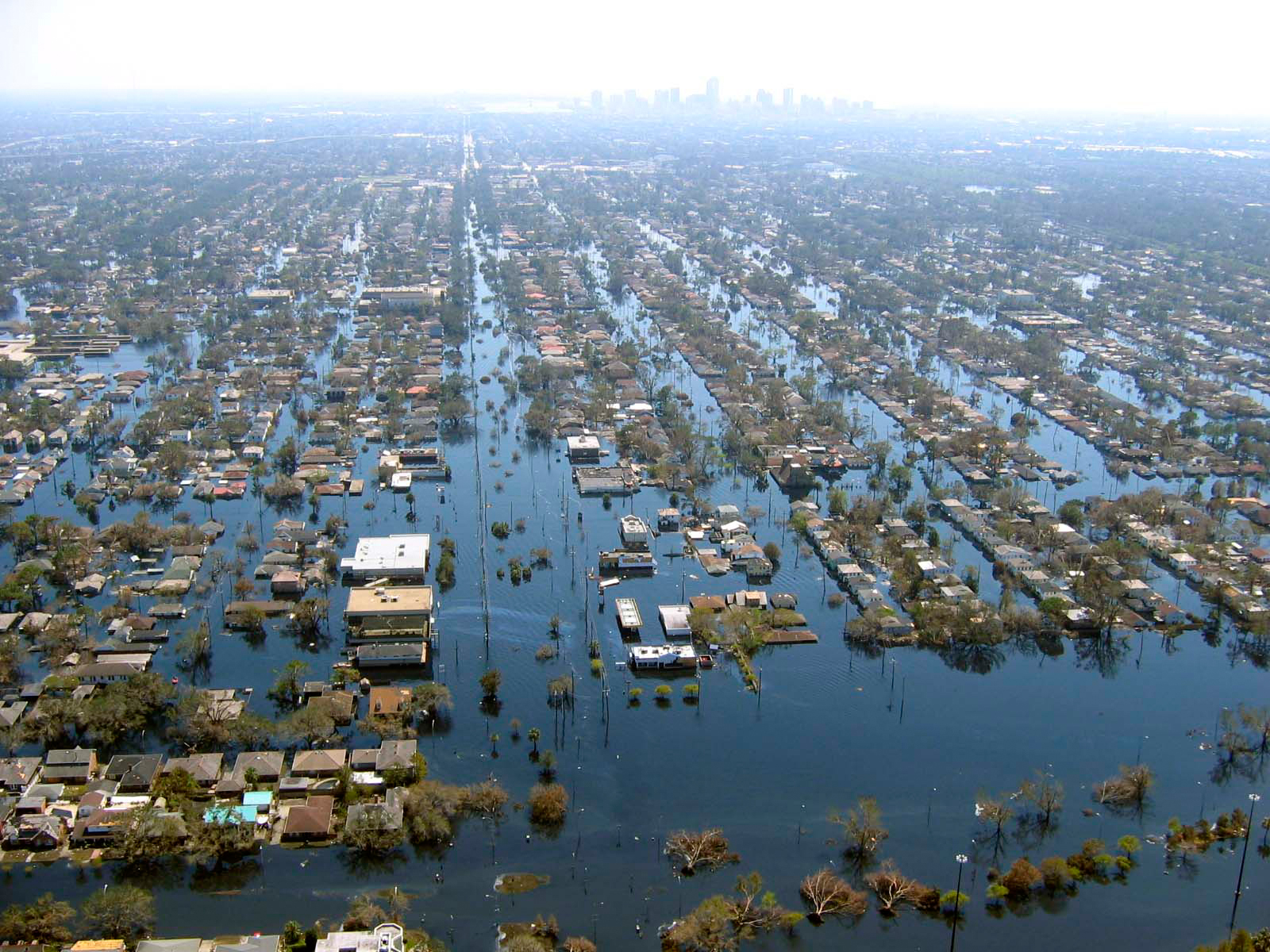
Вид на затоплений Новий Орлеан, штат Луїзіана, після урагану Катріна

По́вінь, також па́відь, — фаза водного режиму річки, яка щороку повторюється за певних кліматичних умов в один і той самий сезон року, характеризується найбільшою водністю, високим і тривалим підйомом та спадом рівнів води в річці, озері, водосховищі. Термін настання повені залежить від типу живлення річки та кліматичних умов. На річках із переважанням дощового живлення, як правило, збігається з періодом випадання найбільшої кількості опадів (наприклад, літо для районів мусонного клімату, зима для районів середземноморського клімату). Для річок із сніговим типом живлення повінь формується переважно талими сніговими водами, а для річок з льодовиковим типом живлення — талими водами гірських льодовиків.
Для більшості річок України повінь триває від березня до червня і зумовлюється таненням снігу та тривалими інтенсивними дощами навесні та на початку літа. Інтенсивність повені сильно коливається з року в рік, також в роки з аномальним погодним режимом вона може зміщуватись на інші сезони (зима, кінець літа, осінь).

## Захист берегів
На річках руйнування берега відбувається під дією течії й є частиною неперервного процесу переформування русла, у ході якого берег розмиваються або нарощуються. У більшості випадків розмивання берегів починається біля підовши відкосу; по мірі розмивання остову відкосу ґрунт берега втрачає стійкість й обрушується у воду. Під час стояння на річці високих вод обрушенню берега сприяє намокання відкосу. Дія води, яка проникає у пори ґрунту, особливо велика при зпаді рівня, коли ґрунтові води, які виходять на відкос, викликають суфозію ґрунту (див. Теорія фільтрації).
Споруди, які захищають береги, виконують в вигляді «одягу берегу», надпірних стінок й регуляційних споруд (подзовжніх дамб, наскрізних споруд-замульовників тощо). Наприклад, замульовник — регуляційна гідротехнічна споруда, яка зменшує швидкість течії, сприяє відкладанню відкладів й відхиляє струмені у сторону динамічної осі потоку. Існують різні замульовники: ґратчасті або сітчасті щити, хвилеломи, заякорені ветвисті дерева, перепади, водобійні стінки, колодці по типу дюкерів.

Геоґратка для захищення берегу

При побудові одягу на відкосі річного берега розрізняють: нижню (підводну) частину відкосу до рівня меженя, средню — від меженя до повені, та верхню — вище рівня повені. Нижня частина відкосу знаходиться під водою й завжди зазнає впливу течії. Тому ця частина кріпиться найбільш надійно, причому конструкція кріплення повинна мати можливість вільно деформуватися без її руйнування й бути зручною для закладання під воду. Зазвичай берег нижче рівня меженевих вод покривають тюфяками (гнучким одягом), кам'яним накидом, геоґраткою, габіонами, фашинами, асфальтовою сумішшю тощо. Тюфяки застосовують на рівнинних річках й роблять з фашинної в'язки із навантаженням каменем, або з бетонних плит (використовується тяжкий бетон).
Водонепроникність бетону, яка є необхідною у гідротехнічних спорудах, забезпечується щільною структурою бетону й спеціальними добавками. Гідротехнічний бетон повинен мати комплекс властивостей, які забезпечують тривалу нормальну службу (довговічність) споруд за умов постійного омивання водою. Гідротехнічні бетони діляться на підводні та надводні. Основні вимоги до гідротехнічних бетонів: водостійкість, водонепроникність, морозостійкість, міцність на стиснення й розтяг, обмежене тепловиділення за твердіння (екзотермія за гідратації).
| Вимоги до бетону    | Масивні споруди            | Масивні споруди | Масивні споруди | Масивні споруди | Масивні споруди | Масивні споруди | Немасивні споруди | Немасивні споруди | Немасивні споруди |
| ------------------- | -------------------------- | --------------- | --------------- | --------------- | --------------- | --------------- | ----------------- | ----------------- | ----------------- |
| Вимоги до бетону    | Зовнішня зона              | Зовнішня зона   | Зовнішня зона   | Внутрішня зона  | Внутрішня зона  | Внутрішня зона  | Немасивні споруди | Немасивні споруди | Немасивні споруди |
| Вимоги до бетону    | Зони відносного рівня води |                 |                 |                 |                 |                 |                   |                   |                   |
| Вимоги до бетону    | Підводна                   | Змінного рівня  | Надводна        | Підводна        | Змінного рівня  | Надводна        | Підводна          | Змінного рівня    | Надводна          |
| Водостійкість       | +                          | +               | +               | +               | +               | -               | +                 | +                 | +                 |
| Водонепроникність   | +                          | +               | +               | +               | +               | -               | +                 | +                 | +                 |
| Морозостійкість     | -                          | +               | +               | -               | -               | -               | -                 | +                 | +                 |
| Мале тепловиділення | +                          | +               | +               | +               | +               | +               | -                 | -                 | -                 |

Алгоритм проектування складів гідротехнічного бетону:
1. Визначення необхідної витрати цементу, який безпезпечує несучу стійкість бетону за припустимого ступеня вилуговування: {\displaystyle {\text{Ц}}={\frac {Q_{\mathrm {CaO} }}{\alpha _{\text{в}}q_{\mathrm {CaO} }L}},} де {\displaystyle Q_{\mathrm {CaO} }} — кількість оксиду калцію у розрахунку на 1 см2 поверхні, яка може бути винесена з бетону без втрати ним несучої здатності, г/см3; {\displaystyle \alpha _{\text{в}}} — припустимий ступінь вилуговування {\displaystyle \mathrm {CaO} } з цементу; {\displaystyle q_{\mathrm {CaO} }} — вміст оксиду калцію у 1 г цементу, {\displaystyle L} — товщина конструкції, м.
2. Використовуючи наступну формулу знаходять коефіцінт фільтрації бетону: {\displaystyle K_{\text{ф}}={\frac {Q_{\mathrm {CaO} }L}{C_{\mathrm {CaO} }H\tau }},} де {\displaystyle C_{\mathrm {CaO} }} — середня концентрація {\displaystyle \mathrm {CaO} } у цементі за час вилуговування, г/см3; {\displaystyle H} — напір води, м; {\displaystyle \tau } — розрахунковий термін служби споруди, роки.
3. Визначення міцності бетону, необхідної для забезпечення розрахункового коефіцієнту фільтрації: {\displaystyle R_{\text{Б}}=({\frac {K_{\text{ф}}}{126}})^{-0,13}.}
4. Визначення витрати заповнювачів бетону.
5. Визначення необхідного водоцементного відношення для забезпечення розрахункової міцності бетону (із поправкою на водоредукуючий ефект при застосуванні пластифікаторів, гексаметафосфату натрію, лимонної кислоти тощо для покращення реології[4]).

Задачі проєктування складів гідротехнічних бетонів, як й інших спеціальних бетонів, належать до багатопараметричних задач. Для виробництва гідротехнічних бетонних елементів конструкцій можуть застосовуватися золошлакові відходи. Термічна стійкість бетону характеризується кількістю циклів нагрівання та охолодження до певного рівня зниження міцності, тому створення багатокомпонентних й багаторівневих високонаповнених цементних бетонів із заданим набором властивостей, структурною й функціональною організацією, яка забезпечує їх поведінку в умовах мінливих чинників оточуючого середовища протягом усього термін експлуатації, є сучасною тенденцією розвитку будівельного матеріаловедення.
Кавітаційна стійкість бетону визначається перш за все його міцністю. Підвищеною кавітаційною стійкістю володіють дрібнозернисті бетони. Зменшують стійкість  мікротріщини на поверхні бетону в результаті поперемінного  заморожування та відтавання. Важливе значення має забезпечення гладкої поверхні бетону.
Для зміцнення відкосів берегів можуть застосовуватися рослини, які розвивають (з огляду на склад ґрунту) об'ємну кореневу систему. Також можуть бути застосовані розчини з бактеріями, наприклад, Sporosarcina pasteurii, які цементують ґрунт.

## Мостові опори у потоках із значною швидкістю

Опори різних форм у потоці рідини

Обчи́слювальна гідрогазодина́міка (CFD) — галузь гідромеханіки, яка використовує чисельний аналіз та структури даних для вирішення і аналізу проблем, пов'язаних з рідиною. Комп'ютери використовуються для виконання обчислень, необхідних для моделювання взаємодії суцільного середовища з поверхнею (тілом). Такі обчислення є корисним інструментом для оцінки навантаження потоку рідини (зокрема, швидких річок) на опори мостів.